# Monte Rageto
Il Monte Rageto è un rilievo collinare alto 292m, appartenente al massiccio montuoso dei Monti Trebulani, tra i comuni di Bellona e Pontelatone, in Provincia di Caserta.
La vetta ospita il Convento di Bellona.

## Origini del nome
Il nome "Rageto" deriverebbe da un termine longobardo che indica la presenza di sorgenti. I Longobardi infatti lo chiamavano "Monte sgorgante acque" ed effettivamente nella vicina Triflisco (frazione della città di Bellona) sono presenti delle sorgenti naturali sfruttate sin dall'epoca romana. In alcune tavole medievali di Capua, a partire dal X secolo, è citato un luogo detto Raytum che corrisponderebbe alla attuale contrada Ranito a Bellona, località a vocazione agricola alle falde del Monte Rageto, da cui trae il nome.

## Flora e fauna

### Flora
La vegetazione del Monte Rageto è quella caratteristica dei Monti Trebulani. Il versante Ovest, esposto al mare (distante circa 30 km) è ricoperto dalla classica Macchia mediterranea; il versante Est è ricoperto da un fitto bosco ceduo di Cerri (Quercus cerris), Lecci (Quercus ilex); sono presenti anche Robinia pseudoacacia, Corbezzolo (Arbutus unedo) e Alloro (Laurus nobilis).

### Fauna
La fauna è composta da mammiferi di grossa taglia come il cinghiale, la volpe, pochi ungulati come il capriolo; mammiferi di piccola taglia sono rappresentati principalmente dal riccio, dal tasso, dall'istrice e dalla donnola.
Tra gli uccelli sono frequenti il merlo, il tordo e alcuni esemplari di picchio; abbondanti sono i rapaci come la civetta, il falco, il gufo, il barbagianni e l'assiolo.
I rettili sono ampiamente diffusi e comprendono lucertole, ramarri e serpenti come il biacco, il cervone e la vipera.